# Wojna światów – następne stulecie
Wojna światów – następne stulecie – polski film fantastycznonaukowy z 1981 roku w reżyserii Piotra Szulkina i na podstawie jego własnego scenariusza. Premiera filmu odbyła się dopiero 20 lutego 1983 roku.

## O filmie
Film nawiązuje tematycznie do Wojny światów (1898) H.G. Wellsa. Jednak ten punkt wyjścia jest tylko pretekstem – o wiele bliższe związki wykazuje film z utworami fantastyki politycznej, takimi jak Limes inferior Janusza A. Zajdla. Główny nacisk położony został na wpływ mediów na rzeczywistość, na jej kreowanie (co jest zresztą hasłem przewodnim stacji telewizyjnej w tym filmie) zamiast prezentowania.
Film obejrzało ponad 448 tysięcy osób, plasując go na 23. miejscu najczęściej oglądanych filmów w polskich kinach w 1983 roku.

## Fabuła
Na Ziemię przybywają przedstawiciele bardziej rozwiniętej cywilizacji z Marsa. Marsjanie deklarują, że jedyne, czego pragną, to miłość (i jej najsłodszy wyraz – ludzka krew). Media i władze agresywnie współpracują z najeźdźcami – organizują aparat przymusowego oddawania krwi i zapewniania Marsjanom miłości przez pozbawienie ludzi tego, co kochali do tej pory. Po kilkunastu dniach Marsjanie odlatują, a media zaczynają ich przedstawiać jako krwawych najeźdźców.

## Obsada

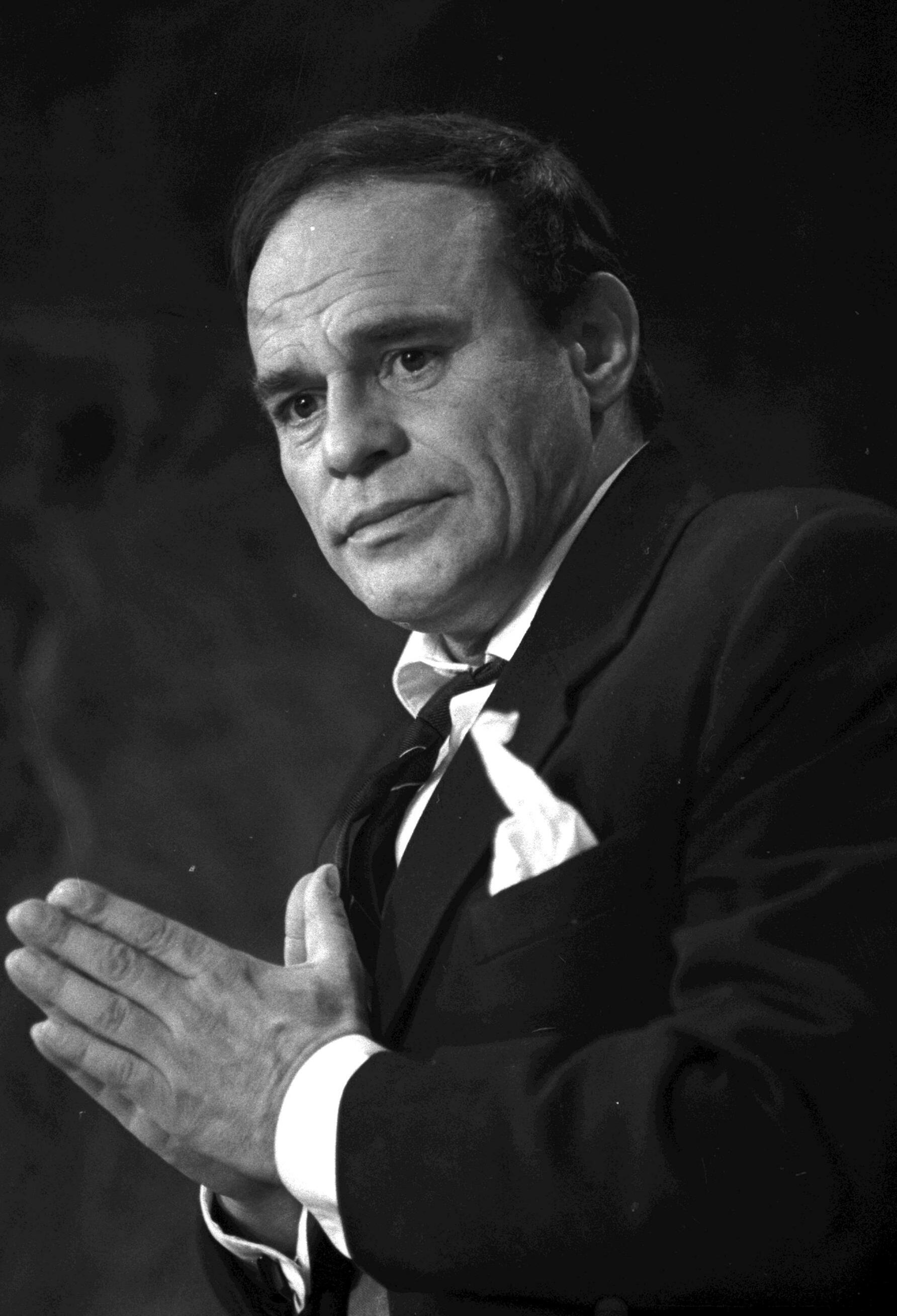
W głównej roli Irona Idema wystąpił Roman Wilhelmi

- Roman Wilhelmi – Iron Idem, główny bohater
- Krystyna Janda – żona Idema/prostytutka Gea (dwie role)
- Mariusz Dmochowski – dyrektor stacji telewizyjnej
- Jerzy Stuhr – prawnik
- Marek Walczewski – przewodniczący komisji rejestracyjnej
- Stanisław Tym – tajniak
- Wiesław Drzewicz – stary
- Stanisław Gawlik – portier
- Janusz Gajos – pracownik wodociągów
- Zbigniew Buczkowski – policjant
- Witold Pyrkosz – sędzia
- Michał Leśniak – realizator transmisji koncertu
- Włodzimierz Musiał – pracownik stacji TV
- Bogusław Sobczuk – lektor dziennika TV (tylko głos)
- Piotr Komorowski – pielęgniarz w noclegowni
- Bożena Dykiel – pielęgniarka pobierająca krew
- Jacek Strzemżalski – wnuk odprowadzający starca na pobranie krwi
- Joanna Żółkowska – kobieta z psem
- Józef Skrzek – basista, wokalista
- Tomasz Szukalski – saksofonista
- Robert Gola – gitarzysta
- Janusz Ziomber – perkusista

i inni.

## Nagrody
- Złoty Monolit Festiwalu Filmów Fantastycznych w Madrycie[2]
- Nagroda Jury Technicznego za zdjęcia Zygmunta Samosiuka na Festiwalu Filmów Fantastycznych w Madrycie[2]
- Nagroda za najlepszą reżyserię na Festiwalu Filmów Fantastycznych w Porto[2]
- Srebrny Asteroid za rolę Romana Wilhelma na Międzynarodowym Festiwalu Filmów Fantastyczno-Naukowych w Trieście[2]
- Nagroda Specjalna Jury na Międzynarodowym Festiwalu Filmów Fantastyczno-Naukowych w Trieście[2]
- Selekcja oficjalna Międzynarodowej Wystawy Filmowej FILMEX w Los Angeles[2]
- Wyróżnienie Specjalne Jury Festiwalu Filmów Fantastycznych w Avoriaz[2]

## Odbiór
Film zrecenzował Maciej Parowski dla "Fantastyki" (83/9, s. 51).